# 超魔界村
『超魔界村』（ちょうまかいむら、英名：Super Ghouls'n Ghosts）は、1991年10月4日にカプコンから制作・発売されたスーパーファミコン用アクションゲームソフト。

## 概要
同社から発売された『大魔界村』（1988年）の続編。前作と同じく豊富な武器と魔法が使える。評価が高かったグラフィック、サウンドなども格段に進化した。旧作と比較すると若干難易度は低めであるが、シリーズならではの難易度の高さは引き継がれている。
2007年2月20日にWiiのバーチャルコンソールで配信開始。2009年携帯電話端末にて4月1日よりiアプリ用はカプコンパーティ、10月15日よりEZアプリ用はカプコンパーティからも購入可能。2013年4月27日にWii Uの、2016年7月20日にNewニンテンドー3DSのバーチャルコンソールで配信開始。2019年9月6日配信開始の『スーパーファミコン Nintendo Switch Online』（Nintendo Switchのオンラインサービス特典ソフト）にも収録された。

## ゲーム内容

### システム
前作の上撃ち・下撃ちが廃止され、新たに2段ジャンプが導入された。また、入手できる鎧の種類が鋼・青銅・黄金の3種類に増加。青銅の鎧で武器の威力と性能が変化し、黄金の鎧で前作同様に各武器ごとの魔法を使えるようになる。また、敵弾を防ぐ「盾」も導入された。本作ではコンティニューに回数制限があり、アイテムのドル袋を一定数集めるとクレジットを最大9回まで増やせる。1クレジット加算に必要なドル袋の数は難易度によって変化する。
アーサーはダメージを受けると鎧を失う（青銅の鎧・黄金の鎧も同様）。裸の状態でダメージを受けると1ミスとなる。残り人数が0の時にミスするとゲームオーバー。クレジットが残っていればステージの最初からコンティニューできる。
各ステージは前半・後半の2エリア（6・7面は除く）に分かれており、制限時間5分以内に各エリアを通過しステージ最後のボスを倒してカギを摂ることでクリアとなる。制限時間が0になるとタイムオーバーとなり、強制的に1ミスとなる。残りタイムは後半エリアに到達するとリセットされる。

### アイテム
鎧
宝箱からのみ出現する装備。取得すると出現した鎧の見た目にかかわらず、アーサーの状態に応じて鎧のランクが1段階上がる（裸の場合は鎧装着）。
全ての鎧の共通の効果として、敵との接触（攻撃）による被弾を裸になる代わりに1回だけ守ってくれる（落下などの即死には無効）。
一例として、裸の状態で黄金の鎧を取っても鋼の鎧装着に変わり、青銅の鎧の状態で鋼の鎧を取ると黄金の鎧装着に変わる。
- 鋼の鎧
アーサーの初期装備。ステージ開始（再開）時に最低でもこの鎧を装備している。
裸の状態の時にこの見た目で宝箱から登場する。また、裸の状態でステージをクリアするとこの鎧を再装着する。
- 青銅の鎧
鋼の鎧装着時にこの見た目で宝箱から登場する。この鎧を纏うと女神の腕輪以外の武器の性能が変化する（女神の腕輪は純粋な強化）。
変化した武器は共通して威力が上がり、挙動が変化する。武器によっては挙動の変化が部分的な弱体化に繋がることがある。
- 黄金の鎧
青銅の鎧の状態時にこの見た目で宝箱から登場する。この鎧を纏うと月の盾も同時に入手する。
青銅の鎧の効果に加え、各武器に応じた魔法が使えるようになる（盾が無い時の魔法ゲージの上昇スピードは最遅）。
鎧としては最高ランクのため、この鎧を装着している時はどのランクの鎧をとっても装備は変化しない。
- 盾
敵弾を防ぐ防具であり、装備している間、魔法ゲージの上昇スピードが上がる。敵本体との接触による直接的なダメージに対しては無効であり、ダメージを受けて裸になった時点で盾も失われる。
宝箱からでた盾は青銅の鎧以上で装備可能で、それ未満の状態で取ると鎧取得効果に変わる。
- 月の盾
黄金の鎧装着時に一緒に入手できる他、黄金の鎧装着時に盾を失っている場合に宝箱から出現する。敵弾を防ぐことができるが、1発防ぐだけで壊れる。魔法ゲージの上昇スピードが少し上がる。
- 太陽の盾
月の盾装備時に宝箱から出現する。敵弾を2発まで壊れずに防ぎ、3発目を防いだ瞬間に壊れる。また、一定時間判定が持続するものや貫通性能を持つものに対しては一撃で壊れてしまう。
魔法ゲージの上昇スピードが最速になり、この盾を装備した黄金の鎧が今作の最強の状態となる。減少した防御回数はステージクリアでリセットされる。

その他
- 石像
得点アイテム。ランダムに出現する、壺を持った敵キャラクターを倒すと出現する。200点と500点の2種類ある。
- ドル袋
得点アイテム。ステージ上に設置されている。500点と1000点の2種類ある。一定個数取得するごとにコンティニュー回数が増加し、最大9回まで増やせる。難易度ごとにコンティニュー回数増加に必要な個数は変化する。
- アーサーの像
1UPアイテム。出現条件は前作と同じで、敵の持つ壺から一定数アイテムを出現させること。前作では壊した壺の個数のカウントはゲームオーバーにならない限りステージを跨いで継続していたが、本作ではステージごとにリセットされる。
- 宝箱
決まった場所で出現し、アイテム（鎧または盾、武器）、トラップ、マジシャンのいずれかが出現する。中身の出方にはパターンがある。パターンはアーサーの鎧の状態で変わり、裸を含めて全4パターン。特定の穴やダメージ床に飛ばないと出現しない宝箱も多く、ステージ内全ての宝箱を出現させるには2段ジャンプの駆使が必須となる。
- 鍵
最終ステージを除く各ステージボスを倒した後に出てくる。取った時点でステージクリアとなる。十字キーの上を押しながら取ると「NICE CATCH!」と表示される。
ボスを倒しても鍵を取る前に穴に落ちてしまったり、敵を倒した直後に敵弾にぶつかってミスとなった場合は、直前のチェックポイントからやり直しとなる。

### 武器
武器は、宝箱およびランダムに出現する壺を持った敵キャラクターを倒すと出現する（最終ボス専用武器は除く）。
また、貫通性能を持った武器が、複数の敵が重なっている時に当てると多重ヒットを起こす。
魔法は発動中は完全無敵で発動終了後は少しの間だけ点滅して無敵状態が続く。
下記で記述されている武器にさらに追記されている武器（魔法）は青銅の鎧以上（黄金の鎧）を纏った時に使える。
槍（ヤリ）
アーサーの初期装備。癖のない標準的な武器で画面内に2発存在するまで連射できる。スピードが遅めで再発射に必要なクールタイムも長いが、必ず水平に真っすぐ飛ぶ。
焔のヤリ：炎を帯びたより強い威力がある長めの槍を投げられるが、連射できなくなる。
雷（サンダー）の魔法：落雷を受け止めて左右に拡散する。左右上方向にダメージを与えることができる。
短剣（ナイフ）
攻撃判定が小さく攻撃力も低めだが、スピードが速く、画面内に3発存在するまで連射できる。水平に真っすぐ飛ぶが連射すると発射時の高さが多少上下する。再発射に必要なクールタイムが皆無なので、投擲武器としては槍の上位互換にあたる。
光のナイフ：発射時に一瞬止まり、その後急加速して前方に飛ぶレーザー状の短剣を放つ。威力が上がり、敵や一部の地形や障害物を貫通するようになる。
火竜（ファイヤードラゴン）の魔法：炎をまとった龍を呼び出す。大きく上昇して出現した後アーサーの後方へ飛び、折り返して前に飛んだ後、画面端を這うように進む。敵に当たると高速で連続ヒットし、まともに当たったときの威力は全魔法中最高レベル。
ボウガン
斜め上空に2本の矢を放つ。同時に2回（実質4本）まで連射できる。威力は小さく正面の敵に当てづらいものの、近距離で攻撃すると複数の矢が一気に当たるためその威力の低さを補うことが可能。また、斜め上空に放つという特性上、ステージ後半ではかなり扱いやすい武器となる。
追撃のボウガン：追尾性能を持つ3発の弾を放つ。その追尾性能は非常に便利で、レッドアリーマー戦では非常に有効。ただし、画面内に宝箱が存在していると、そちらの方を優先して追尾してしまう。また、画面内にボウガンの弾が1発でも残っていると再発射できず、稀に敵に弾が当たらないまま画面内に留まってしまい次の攻撃を撃てなくなることもある。
探索（シーク）の魔法：画面内に隠れた宝箱がある場合、出現条件を無視して宝箱を出現させる。攻撃はできないが無敵時間が全魔法中最も長い。この魔法でしか出現しない宝箱も僅かだが存在する。画面内に留まってしまったボウガンの弾を消すことも可能。
たいまつ
青い火の玉を放物線状に投げる。地面に着弾すると地を這う火柱が発生し、攻撃範囲が広がる。同時に2発まで放て、火柱が出ている間も1発としてカウントされる。女神の腕輪に次いで単発威力が高い上、火柱は敵を巻き込むようにヒットするため、連続ヒットすれば非常に高い火力が出るが、放物線状に飛んでいく特性上、高所や遠距離の敵には使いづらい。
火柱のたいまつ：挙動と軌道は強化前のたいまつと同様。火柱がより高くなり、高いダメージもさらに増す。
盾（シールド）の魔法：アーサーを中心に回転する3つの光球を出現させてバリアを張る。光球を敵に接触させることでダメージを与えられるほか、一部の敵弾も防げる。
鎌（カマ）
普通に投げると正面に飛ぶが、投げたカマが地面に近づくかしゃがみ撃ちすると地形に沿って進む。威力はヤリと変わらないが、連射が効かず1発ずつしか撃てない。さらに敵に当たってエフェクトが発生している間も投げられない。エフェクト上2ヒットしているように見えるが実際は1ヒットのみ。
真空のカマ：威力が増加。基本的な挙動は変化していないが、敵に当たった際のエフェクトの時間が長い。
竜巻（トルネード）の魔法：2つの竜巻がアーサーの左右に射出され、大きくうねるように回転しつつ上昇しながら上空へ飛んでいく。攻撃範囲が非常に広いことに加え、エフェクトの移動速度も遅い関係で多段ヒットする回数も多いため非常に威力が高い。
斧（オノ）
大きく円を描くように回転しながら前方に飛ぶ。カマと同様、威力はヤリと変わらないが、連射が効かない。
攻撃範囲に優れるが、壁は貫通しないため狭い地形ではさらに扱いづらい。弾速も遅く、画面内から消えるまで次の1発を撃つことができない。
両断のオノ：強化前のオノと大きく軌道が変わり、一度上昇してから元の高さに戻り、前方に飛ぶという軌道を描く。敵を貫通しダメージ判定が大きくなるが、弾速が遅く連射も利かない。
正面への攻撃が遅い上に貫通する都合上画面から消えるのが遅く、無防備になりやすい。壁は貫通できないので天井が低いとさらに攻撃しづらくなる。
雷光（ライトニング）の魔法：アーサーを中心とした周囲斜め8方向に光線を放つ。光線が細い上に間隔も大きいため扱いは難しい。
クロスソード
上空に短く飛んで戻ってきた後、真横に向かって短く飛び戻ってくる。2連射可能。1周目の5ステージ以降に登場する。
その軌道上、真正面への攻撃に対して扱い辛いが対空性能は高めで、ステージ2以外のボスに対してはなかなか強い。
光輪のクロスソード：威力が上がり、敵を貫通する。弾速はパワーアップ前よりやや落ちる。
大爆裂（ニュークリア）の魔法：アーサーの頭上に小規模の爆発を起こし、左右へ爆風を飛ばす。威力は低い。
プリンセスの腕輪（女神の腕輪）
強力だが飛距離に制限のある光弾を前方に飛ばす。最終ボスに戦いを挑むことのできる唯一の武器。
全武器中、射程が最も短く飛距離が伸びるにつれ威力が減少する。他の武器と違って魔法が使えないが、近距離で当てた時の威力は絶大。青銅の鎧を装着すると射程距離が上昇し、黄金の鎧装着時はさらに敵弾を相殺できるという特性がある。
前作の最強武器「サイコキャノン」と同等の性能だが、そちらと違い連射ができない。
2周目以降に黄金の鎧を纏った状態で武器が入った宝箱を開けると入手可能。2周目以降の7面クリア時に所持していなかった場合、6面に戻される。
GBA版のアレンジモードでは2周目が存在しないため、最初から入手可能。

## 設定

### ストーリー
魔界の王ルシファーを倒したアーサーは、魔王復活の阻止に必要な最強の武器を探すため旅に出る。それから4年後、城では竣工式が行われようとしていた。その話を聞き駆けつけたアーサーだったが、突然現れた魔物にプリンセスは連れ去られてしまう。ルシファーとは別の何者かが魔界を復活させようとしているのだと実感したアーサーは、三度ヤリを取り単身魔界へと乗り込んだ。

### ステージ構成
ステージ1
エリア1：呪われた墓場 / エリア2：暗黒の密林
ゾンビや骸が大量に行き交う墓場。進むにつれ地面が盛り上がったり、下がったりする。エリア1の終盤では大波によって地形が削られる。エリア2は膨らんでは破裂するローズバッドの密集する茨の密林の中を進む。
BOSS - コッカトリス
巨大な怪鳥。首を伸ばしたり、口から卵を吐いて攻撃してくる。頭部が弱点。卵からは雛であるミニウィングが孵る。倒すと卵もミニウィングも同時に倒せる。
下をくぐろうとすると、足を下に伸ばして通せんぼしてくるので後ろには回れない。この足には触れてもダメージにはならないが、そこでしゃがむとダメージを受ける。
ステージ6と7では頭部から首のみ壁面に埋まった状態で出現する。ステージ7では弾を吐いてくるものもいる。
ステージ2
エリア1：幽霊船 / エリア2：狂気の海
エリア1では朽ちかけた幽霊船の上を、次から次へと出現するゴーストをかいくぐりながら進み、船の最後尾へ向かう。移動すると海面が上昇していき、落ちてしまうと鎧を装着していても一撃でミスになる。
エリア2では筏に乗って荒れる波を移動する強制スクロール面となる。筏から筏へと飛び移る場所が何度かある。
BOSS - ストームチェザリス
巨大なフジツボの化け物。竜巻で浮遊し、波の高低差を利用して避け難い巻貝のミサイルを飛ばしてくる。顔が弱点。
ステージ3
エリア1：溶鉱炉 / エリア2：溶鉱の塔
エリア1では洞窟内に広がる溶鉱炉を下に向かって進んでいく。
エリア2では、雲を突き抜けるほどに高くまでそびえる塔を、空中を動く足場を経由して移動していく。
BOSS - デスクローラー
巨大なイモムシの化け物。アーサーの周りを高速で回転したり、画面外から弾を飛ばしてくる。頭部が弱点。
ステージ4
魔物の腹
活動を停止した巨大な魔物の体内を進む。内部は洞窟のようになっており、回転して変形する地形や自動で動く足場などの地形ギミックや、体内に取り込まれた多くの魔物が行く手を阻む。
他ステージ同様、2エリアに分かれており、前半は一定地点到達時に回転して変形する地形を進み、後半は自動で動くリフトに乗って進む強制スクロール面。後半では宝箱が一切出現しない。
BOSS - ヒュードラ
心臓部に巣くう三つ首の竜。各々の首から火炎弾を吐き、時折ナーガに似た竜人に分裂して反対側へ移動する。首が弱点。竜人に分裂している間は如何なる武器も通用しない。
ステージ5
エリア1：永久凍土の森 / エリア2：雪原地帯
氷の樹氷を上っていき、雪原地帯に通じる道を進んでゆく。
後半は広大に開けた雪原地帯となり、一定地点に差し掛かるごとに発生する大雪崩を避けながら進む。
BOSS - ベールアロケン
氷の甲冑に身を包んだ魔人。近づくと下半身が崩れ、上半身だけで浮遊して腕をブーメランのように飛ばしたり、アーサーを凍らせてしまう弾を放つ。頭部が弱点。
ステージ6
魔帝の居城
魔帝の城の入り口。レッドアリーマー2連戦に始まり、コッカトリスも姿を変えて再登場する。
エリアの概念がなく、制限時間5分以内にボスを撃破しなくてはならない。
BOSS - 大魔王アスタロト
新たな魔界の主により蘇ったかつての魔王。頭部からアーサーめがけてレーザーを出し、腹部の口から炎を吐く。ステージ7にもボスとして再度登場する。頭部が弱点。
ステージ7
妖魔回廊
魔帝の間に通じる回廊を進んでいく。一部のボス敵やザコ敵が再登場する。
ステージ6同様、エリアの概念がない上に2体のボスとの連戦が待ち受けているため、時間との勝負となる。
初めてクリアすると、女神の腕輪の存在を知らされた上でステージ1に戻され2周目となる。2周目でクリア時点で女神の腕輪を所持していなかった場合、再度プリンセスに腕輪を探すように促され、城の入り口であるステージ6に戻される。
GBAのアレンジモードでは、最初から女神の腕輪を入手することが可能で1周目から最終ステージに向かうことが可能。
同モードで女神の腕輪を所持していないままクリアすると、プリンセスのセリフが通常モードの2周目と同じく腕輪を探し直してくるよう促すものとなるが、通常モードと異なってステージ7からのやり直しとなる。
BOSS - 超魔王ネビロス
再度登場したアスタロトを撃破した直後に出現する。アスタロトよりも強く、腹部の口から太く長く伸びる炎を吐き、全身から巨大なレーザーを放ってくる。頭部が弱点。
ステージ8
魔帝サマエルの部屋（最終ステージ）
2周目で女神の腕輪を装備していると進める魔帝の部屋。
BOSS - 魔帝サマエル
ルシファーに成り代わって登場した新たなる魔界の主。画面外にまで到達する巨体の持ち主で、左右に移動しつつ、口部から放射線状にレーザーをばら撒いて攻撃してくる。ジャンプでは攻撃が届かず、腹部から放たれるソーサー状の足場に乗らないとダメージを与えられない。

#### GBA版アレンジモードのステージ構成
ステージクリア時の鎧の種類によって次に進めるステージが変化するようになっている。新規ステージへの進行は必ずしも黄金の鎧によるとは限らず、青銅の鎧を着ていなければ到達できないステージも存在する。
ステージ2 腐蝕した村・再び
『大魔界村』のステージ2前半エリアをモチーフとした追加ステージ。
概ね原作に沿った構成で進むが岩亀地帯から鬼アリ地獄地帯までが前半エリア、羽の燃える風車の地帯が後半エリアとしてアレンジされている。前半は襲い掛かる岩亀の群れとアリ地獄地帯を避け、砂の流れる傾斜を空中から飛び掛かってくる岩亀を避けながら進んだ後立ち並ぶ無数の燃える風車の羽を避けながら進んでいく。
BOSS - レッドアリーマージョーカー　
ひときわ大きな巨体を持つレッドアリーマー族の長。突進して体当たりを繰り出す、巨大な光球を放つ、レッドアリーマーエースを召喚して差し向けてくるなどの多彩な力を持つ。
ステージ3  紅蓮の谷
『魔界村』のステージ4をモチーフとした追加ステージ。
前半は空中に出現して進行を妨害する敵を回避しつつ骸骨で出来た左右に移動する足場や乗ると落下する足場をを乗り継いでいく。後半は燃え盛る火炎の上に設けられたつり橋を、ふいに出現する火柱を避けながら進む。
BOSS - ドラゴン
『魔界村』からの登場。青い鱗と蛇のように長い胴体を持つ竜。攻撃パターンは原作とほぼ同じで画面内をうねるように飛び回りながら弾を吐く。多関節表現で描かれた胴体がダメージを与える度にひとつひとつ消滅して胴体が短くなっていき、最終的に頭だけになる。
ステージ4 魔月の墓場
初代「魔界村」のステージ1をモチーフとした新規ステージ。前半はゾンビやワードックが徘徊する墓場を進む。道中、背景の月が無数のドクロが凝り固まった禍々しい形状に変化し、エリア最後に差し掛かると同時に突如上空へ飛び出して画面外から隕石のように落下してきて地形に激突するというトラップがある。後半エリアは足場代わりに石化し乗ると復活するウッディを経由して進む。
一角獣
『魔界村』からの登場。巨大な一つ目と一本角の巨漢の魔物。口から弾を吐き、ゆっくりと前進しつつ急加速しながら両腕を振り下ろす攻撃を繰り出す。
ステージ5  魔海の洞窟
原作の存在しないオリジナルステージ。水場の広がる洞窟の中を、甲殻類のような魔物の襲撃をかわしつつ進んでいく。前半では、特定の足場と足場の隙間からからバルバロが上空に向けて飛び出し頭を下にしてまた水に飛びこむ。また特手地点で背後からバルバロが泳いできて地形を破壊しながら追いかけてくる。
BOSS - バルバロ
巨大なエビのような姿をした魔物。道中でアーサーに襲い掛かってきた後、ボスエリア到達時に水上から飛び出して再び戻るを繰り返してくる。

## 敵キャラクター
ゾンビ
魔界の気によって動き出した人間の骸。ステージ1で登場。人肉を求め、土中から這い出したり、土中からせり出してきた棺桶から出現の後、アーサーのほうへ一直線に向かってくる。棺桶に入っている時はダメージを与えられない。石柱をすり抜けて移動するが、壁に当たるとそのまま地面に潜って消える。移動速度が遅いもの、速いものの2種類、棺桶は、地上に出てすぐ出てくるものと、空中にしばらく浮かんでからゾンビが出てくるものがある。
ワードック、マッドドッグ
野犬が魔界の毒気により凶暴化したもの。ワードックはステージ1、マッドドッグはステージ5で登場。ワードックはジャンプするのみ。マッドドッグはジャンプした後、アーサーめがけて突進してくる。
スカルフラワー、スカルフラワー・マルチ
髑髏の頭に炎のようなボディを持つモンスター。スカルフラワーはステージ1で登場する赤色の炎、スカルフラワー・マルチはステージ4で登場する緑色の炎。地面に転がった頭蓋骨を装い、近づくとボディを伸ばして炎の玉を放つ。頭が弱点だが、炎に包まれていない骸骨の状態ではダメージを与えられない。
スカルフラワー・マルチは耐久力が高くなっている上、壁や天井からも伸びてくる。
シェール
高波が来た後に出現する二枚貝の化け物。ステージ1でのみ登場。殻を閉じている時はダメージを与えられない。アーサーが近づくとジャンプし、目玉のような弾を吐いてくる。
ローズバッド
イボのようなつぼみの状態で群生する不気味な植物。ステージ1で登場。膨らんで大きくなり、小刻みに膨張を繰り返した後に破裂する。大小の2種類あり、大きい方は破裂時に破片を8方向に撒き散らす。倒したり破裂しても同じ場所に再度出現する。
ゴースト
幽霊。ステージ2とステージ7で登場。普段は霊魂として彷徨っているが、アーサーが近づくと実体化して襲ってくる。実体化したときでないと倒せない。ステージ7でゴールにアーサーが近づくと消滅する。
ミミック
宝箱に化けているモンスター。ステージ2とステージ7で登場するが、内部にいる分身（霊魂）の色が異なる。近寄るとカタカタと揺れ動き、大きくジャンプして箱を開きアーサーに目掛けて霊魂を飛ばしてくる。蓋が開いて霊魂が顔を出しているときしかダメージを与えられない。
フライングキラー
トビウオの化け物。ステージ2でのみ登場。アーサーが近づくと水中から上空に飛び出し、目掛けて直線に飛んでくる。
ハンニバル
イソギンチャクの化け物。ステージ2でのみ登場。障害物である吸血珊瑚にへばり付いており、弾を放つ。アーサーがすれ違うと向きを変えて弾を放ってくる。
セイレン
半魚人のような姿をした魔界海底軍の戦士。ステージ2でのみ登場。波の上下とともに画面奥の波の中に姿を現した後、水中から上昇して姿を現し、海面に飛び出した後に3方向の球を吐き出して攻撃する。
ファイヤーキラー
不規則な動きで迫る赤い小型悪魔。ステージ3で出現。攻撃手段はぶつかるのみ。他の敵と異なり盾で防いで倒すこともできる。
グリリアン
炎のようなボディを持つ熊に似た大柄な魔物。ステージ3でのみ登場。アーサーのいる場所に向かって長く伸びる炎を吐く。特定の魔法に耐性があり、ヤリ、ナイフ、オノの魔法ではダメージが少なくなる。
レッドアリーマーエース
レッドアリーマー族のエリート戦士。容姿は一作目と全く同じだが、前作のレッドアリーマーキングよりも階級が高い。ステージ3・5・6・7と幅広く出現。これまでの作品同様、様々な動きや攻撃でアーサーを苦しめ、放っておいても追いかけてくる。
ブルーキラー
ファイヤーキラーの亜種で、一作目から再登場した青い小型悪魔。ステージ4・ステージ7で出現。レッドアリーマーエースが召喚して差し向けてくることもある。
コウモリ
空中のあらゆる方向から現れ、一直線に飛んでくるだけの肉食コウモリ。ステージ3で出現。
ガーゴイルの像
ステージ3後半の塔に飾られた悪魔の石像。単なる障害物であり、触れるとダメージは受けるが攻撃はしてこない。攻撃で壊せる。
プチゴブリン
アーサーの頭上から飛び降りて出現し、突撃してくる小さなゴブリン。ステージ3の後半でのみ登場。
イーグラー
ステージ4の本体である魔物に喰われて中途半端に消化された死に損ないの悪魔。斧を持ち、上下もしくは左右蛇行しながら浮遊する。倒しても出現地点から再度出現する。
消滅細胞
ステージ4の本体の魔物の細胞のかけら。後半エリア移動中に唐突に膨らみながら出現する。ローズバッドの色違いで特徴も同じ。
フラ・ワラワス
ステージ5である永久凍土の森に生息する花のモンスター。特徴はスカルフラワーとほぼ同じ。
ウー
グリリアンの亜種で、ステージ5である永久凍土の森に住む氷の怪物。冷気を吐く。グリリアンと同様にヤリ、ナイフ、オノの魔法に耐性がある。
アイシング
アーサーが近づくと急激に伸びてくる氷柱状の触手。ステージ5でのみ登場。一画面に登場するのは3本まで。
フライングナイト
氷の盾で前方を防御しつつ大きく蛇行しながら飛んでくる騎士の亡霊。ステージ5で出現。背後からの攻撃でしか倒せない。
マジシャン
宝箱から出現する道化師の姿をした魔物。出現と同時にアーサーの姿を変える魔法を放ち、消える。マントを開いたときにしか倒せない。一作目や前作と同じく、魔界の住人では無い謎の存在である。
アーサーが裸の時は赤ん坊、鋼の鎧の時はオットセイ、青銅の鎧の時は蜂、黄金の鎧の時は女の子に変化する。変身中は攻撃や2段ジャンプができなくなり（鋼の鎧の時のみ垂直ジャンプが可能）、一定時間が経過すると解除される。

### 破壊不可の敵
ベリアル
ステージ1の後半に登場する魔界に漂う魂を運ぶ荷車。骨でできている。自走はできず、近づいた際に地形が変化し傾斜することでそのまま海めがけて滑り落ちてくる。
ギロチン
ステージ2の幽霊船のマストの横木に括りつけられた鎌状の刃。常に振り子のように自律して往復している。難易度設定により振り子運動のスピードが上昇する。
GBAアレンジモードの「難しい」難易度だと往復のスピードの増加に加え、設置数も増える。
トラップ
宝箱から出現するトラバサミ。宝箱を壊すと同時に刃が開き触れるとダメージを受ける。

#### GBA版アレンジモード限定の敵
岩亀
「大魔界村」ステージ2に登場するザコ敵。顔のような模様がある甲羅を纏う巨大な亀。
アーサーが近づくと甲羅から手足を出して向かってきたり、跳ねながら移動する。甲羅に篭って手足が出ていないときはダメージを与えられず、跳ねながら移動するものは倒すことができない。
GBAアレンジモードの「ちょっと難しい」難易度のステージ2でのみ登場。
鬼カゲロウ
「大魔界村」ステージ2に登場するザコ敵。流砂の上にある橋の上を飛行するトンボのような敵。小さく蛇行しながら横に移動する。
GBAアレンジモードの「ちょっと難しい」難易度のステージ2でのみ登場。
アリ地獄
「大魔界村」ステージ2に登場する敵。鬼カゲロウの成体で左右に傾斜がある流砂の底で待ち構えており、アーサーが流砂に入ると向かってくる。攻撃してもダメージを与えられず、倒すことができない。
ウッディ
初代「魔界村」のザコ敵。切り株をまといネギの様な杖を持った豚の化身。
空中で石化しているが、アーサーが上に乗ると動き出し、地面に平行に移動しながら往復する。乗っても動きださないものもある。
GBAアレンジモードのステージ5「ちょっと難しい」難易度でのみ登場。
なお、敵の名称は原作では「ウッディ・ピッグ」である。

## 他機種版
| No. | タイトル                                                                                 | 発売日                                      | 対応機種               | 開発元   | 発売元   | メディア                                      | 型式                                   | 売上本数 | 備考                           |
| --- | ---------------------------------------------------------------------------------------- | ------------------------------------------- | ---------------------- | -------- | -------- | --------------------------------------------- | -------------------------------------- | -------- | ------------------------------ |
| 1   | 超魔界村                                                                                 | 1997年9月30日                               | スーパーファミコン     | カプコン | カプコン | フラッシュロムカセット （ニンテンドウパワー） | -                                      | -        |                                |
| 2   | カプコンジェネレーション第2集 〜魔界と騎士〜 Capcom Generations 2 - Chronicles of Arthur | 1998年9月23日                               | PlayStation            | カプコン | カプコン | CD-ROM                                        | SLPS-01585 SLES-11881                  | -        |                                |
| 3   | カプコンジェネレーション第2集 〜魔界と騎士〜                                             | 1998年10月15日                              | セガサターン           | カプコン | カプコン | CD-ROM                                        | T-1233G                                | -        |                                |
| 4   | 超魔界村R Super Ghouls'n Ghosts                                                          | 2002年7月19日 2002年9月23日 2002年9月27日   | ゲームボーイアドバンス | カプコン | カプコン | ロムカセット                                  | AGB-ACJJ-JPN AGB-AG5E-USA AGB-AG5P-EUR | -        |                                |
| 5   | カプコン レトロゲーム コレクション vol.2                                                 | 2005年3月30日                               | PlayStation            | カプコン | カプコン | CD-ROM                                        | SLPM-87360                             | -        |                                |
| 6   | カプコン クラシックス コレクション                                                       | 2005年9月27日 2005年11月18日 2007年10月11日 | PlayStation 2          | カプコン | カプコン | DVD-ROM                                       | SLUS-21316 SLES-53661 SLPM-66317       | -        |                                |
| 7   | カプコン クラシックス コレクション Capcom Classics Collection Reloaded                   | 2006年9月7日 2006年10月24日 2006年11月10日  | PlayStation Portable   | カプコン | カプコン | UMD                                           | ULJM-05104 ULUS-10134 ULES-00377       | -        |                                |
| 8   | 超魔界村 Super Ghouls'n Ghosts                                                           | 2007年2月20日 2007年3月5日 2007年3月9日     | Wii                    | カプコン | カプコン | ダウンロード (バーチャルコンソール)           | JA4E JA4P                              | -        |                                |
| 9   | 超魔界村                                                                                 | 2009年4月1日                                | iアプリ                | カプコン | カプコン | ダウンロード                                  | -                                      | -        |                                |
| 10  | 超魔界村                                                                                 | 2009年10月15日                              | EZアプリ               | カプコン | カプコン | ダウンロード                                  | -                                      | -        |                                |
| 11  | 超魔界村 Super Ghouls'n Ghosts                                                           | 2013年4月27日 2013年5月16日                 | Wii U                  | カプコン | カプコン | ダウンロード (バーチャルコンソール)           | JATJ JATE JATP                         | -        |                                |
| 12  | 超魔界村R                                                                                | 2015年1月14日                               | Wii U                  | カプコン | カプコン | ダウンロード (バーチャルコンソール)           | -                                      | -        | ゲームボーイアドバンス版の移植 |
| 13  | Super Ghouls'n Ghosts 超魔界村                                                           | 2016年6月23日 2016年7月20日                 | Newニンテンドー3DS     | カプコン | カプコン | ダウンロード (バーチャルコンソール)           | -                                      | -        |                                |
| 14  | ニンテンドークラシックミニ スーパーファミコン                                            | 2017年9月29日 2017年10月5日                 | -                      | 任天堂   | 任天堂   | 内蔵ソフト                                    | -                                      | -        |                                |
| 15  | スーパーファミコン Nintendo Classics                                                     | 2019年9月6日                                | Nintendo Switch        | 任天堂   | 任天堂   | ダウンロード                                  | -                                      | -        |                                |

PlayStation版
- 『魔界村』『大魔界村』と共に収録。
- 2005年3月30日にはPlayStation版CD-ROMと攻略ブックレットがセットになった『カプコン レトロゲーム コレクション vol.2』が発売された。
- 画面上のキャラクターが多い場合に起こる処理落ちや、キーコンフィグを変えた場合に起こるエンディング中のバグも修正されている。

ゲームボーイアドバンス版
- スーパーファミコン版の移植に加え、ステージの追加などを行った「アレンジモード」を収録。追加ステージのボスキャラクターとしてレッドアリーマー・ジョーカー（裏2面）、ドラゴン（裏3面）、一角獣（裏4面）、バルバロ（裏5面）が登場する。また追加ステージの雑魚キャラクターに岩亀（裏2面）、アリ地獄（裏2面）、鬼カゲロウ（裏2面）、ウッディ（裏4面）が登場する。2015年1月14日より、Wii Uのバーチャルコンソールで配信開始。

PlayStation 2、PlayStation Portable版
- 『カプコンジェネレーション』収録作品+αをまとめたもの。2006年3月2日にPlayStation 2版が、同年9月7日にPlayStation Portable版が発売された。いずれも後に廉価版が発売された。

## スタッフ
スーパーファミコン版
- 企画：HYPER MICKEY（三並達也）、PATRIOT YAMAZOU（山添公雄）
- アクター・デザイナー：PATRIOT YAMAZOU（山添公雄）、TALL NOB、HYPER BENGIE
- 背景デザイナー：JUNCHAN（竹内潤）、NATSUCHAN（上田夏栄）、CHIECHAN（りゅうごちえこ）、RYUTARO'S MAMA（長嶋昭子）、KATSUKUN
- プログラマー：M30（篠原雅嗣）、MACHAN（まついよしひろ）、YAMADACCHI
- 音楽：MARI（山口真理）
- サウンド：BULL（梶野俊夫）、IKE-BOMB（池田やすし）
- スペシャル・サンクス：CHO-SUKE、TAKE-PON
- プロデューサー：PROFESSOR F（藤原得郎）
- カバーイラスト：松下進

ゲームボーイアドバンス版
- ディレクター：BAMBOO（竹中善則）
- 企画：つちだゆうじ
- アクター・デザイナー：山添公雄
- 背景デザイナー：RYUTARO'S MAMA（長嶋昭子）、BUPPO（小林美穂）、RIPUJI
- プログラマー：TOM-BOY、NUMACCHI、西山純一
- 音楽：増田智裕、伊佐信彦
- サウンド：おだけんきち
- デザイナー：SHOEI（岡野正衛）、SHINKIRO（森気楼）、T.YOSHIKAWA、迫水新一郎
- パブリシティー：かまのたけし
- プロデューサー：三並達也、中嶋浩二
- エグゼクティブ・プロデューサー：岡本吉起

## 評価
スーパーファミコン版
- ゲーム誌『ファミコン通信』の「クロスレビュー」では、7・7・7・6の合計27点（満40点）となっており[19][15]、レビュアーからは、「『魔界村』シリーズは難しいことでつとに有名だが、今回はそれに輪をかけた難しさだ」などと評されている[19]。

- ゲーム誌『ファミリーコンピュータMagazine』の読者投票による「ゲーム通信簿」での評価は以下の通りとなっており、23.69点（満30点）となっている[1]。この得点はスーパーファミコン全ソフトの中で24位（323本中、1993年時点）となっている[1]。また、同雑誌1993年8月情報号特別付録の「スーパーファミコンオールカタログ'93」では、「主人公がパンツ1丁になったり赤ん坊になるようなモンスターの攻撃もいろいろで、なかなか楽しい」と紹介されている[1]。その他、『SUPER FAMICOM Magazine』1993年8月情報号特別付録の「スーパーファミコンオールカタログ'93」巻末に収録されている「部門別ベスト30」では、総合24位、音楽・効果音11位、熱中度21位を獲得している[18]。

| 項目 | キャラクタ | 音楽 | 操作性 | 熱中度 | お買得度 | オリジナリティ | 総合  |
| 得点 | 4.08       | 4.21 | 3.77   | 4.22   | 3.66     | 3.76           | 23.69 |

ゲームボーイアドバンス版
- ゲーム誌『ファミ通』の「クロスレビュー」では合計29点（満40点）となっている[16]。